# Lom u Tachova
Lom u Tachova è un comune della Repubblica Ceca facente parte del distretto di Tachov, nella regione di Plzeň.